# Limity výpočetního výkonu
Existuje řada fyzikálních limitů prakticky omezujících výpočetní výkon a objem uložených dat pro dané množství hmoty, objemu nebo energie.
- Bekensteinova hranice omezuje množství informace, která se vejde do objemu koule, maximálně na velikost entropie černé díry o stejném objemu.
- Ve skutečnosti jsou termodynamická omezení pro množství úložených dat v systému založeném na energii, počtu částic nebo stavech částic, silněji limitující, než Bekensteinova hranice.
- Teplota záření kosmického mikrovlnného pozadí udává prakticky nejmenší množství energie spotřebované k výpočtu přibližně ln(2) kT na jednu "nevratnou změnu stavu", kde k je Boltzmannova konstanta a T je teplota pozadí (zhruba 3 kelviny). Výpočetní přístroj však může být schlazen tak, aby prováděl výpočty pod touto teplotou, avšak energie vydaná na toto chlazení by již vyvážila energetickou účinnost výpočtů pod touto teplotou.
- Bremermannův limit udává maximální výpočetní rychlost soběstačného systému z hmoty. Tento zákon je založen na vlastnostech hmoty, energie a omezeních kvantové neurčitosti.
- Margolus-Levitinova věta stanovuje hranici maximálního výpočetního výkonu na jednotku energie: 6×1033 operací za joule.
- Landauerův zákon je fyzikální zákon týkajícího se teoreticky nejmenšího množství energie nutného k provedení výpočtu.
- Schlockův zákon je teorie vyvinutá na základě "Rangelově křivce hraničních úrovní výpočtů," která udává úrovně "k" v otevřeném systému jakéhokoliv výpočtu, ve kterém se využije Boltzmannova konstanta pro určení maximální výpočetní rychlosti.

Několik navržených teoretických metod k získání výpočetních nebo datových zařízení, která by se vlastnostmi blížila k hranicím fyzikálním.
Studená zdegenerovaná hvězda by mohla být využita jako obrovská zásobárna informace tím, že by se opatrně vybudila do různých excitovaných stavů, stejně jako se pro tyto účely využívají atomy nebo kvantová studna. Taková hvězda by musela být vytvořena uměle, jelikož žádná přírodní degenerovaná hvězda nezchladne dříve než za extrémně dlouhou dobu. Je také možné, aby nukleony na povrchu neutronové hvězdy vytvořily komplex "molekul", o kterém se tvrdí, že by mohl být využit k výpočetním účelům vytvořením určitého typu computronia založeného na femtotechnologii. To by bylo rychlejší a hustější, než computronium založené na nanotechnologii.
Mohlo by být možné využívat černou díru jako úložiště dat a/nebo výpočetní zařízení, pokud by byly nalezeny praktické způsoby jak informaci z děr číst. Takové získávání informací by v principu mohlo být možné (Stephen Hawking navrhl řešení v informačním paradoxu černých děr). To by v praxi znamenalo dosáhnout hustoty informace přesně na Bekensteinově hranici. Professor Seth Lloyd zjišťoval schopnosti početního výkonu "ultimátního laptopu" vzniklého stlačením kilogramu hmoty do černé díry o poloměru 1.485×10−27 metrů. Životnost takové černé díry by byla pouhých 10−19 sekund, než by se však v důsledku Hawkingova záření vypařila, dokázala by provádět výpočty rychlostí 5×1050 operací za sekundu. Celkově by stihla provést 1032 operací a zpracovat tak ×1016 bitů (~1 PB). Lloyd poznamenal; „Zajímavé, že ačkoliv by byly tyto hypotetické výpočty prováděny za extrémně vysokých hustot a při vysokých rychlostech, výsledný počet zpracovaných bitů by se příliš nelišil od počtu bitů zpracovávaných současnými počítači, které pracují v mnohem přívětivějším podmínkách.“